# Veljko Bulajić
Veljko Bulajić (Vilusi, 22 marzo 1928 – Zagabria, 3 aprile 2024) è stato un regista e sceneggiatore montenegrino.

## Biografia
Dopo aver frequentato le scuole a Sarajevo, si trasferì a Zagabria. Esordì nella prima metà degli anni Cinquanta con alcuni cortometraggi, il più significativo dei quali fu Nella tempesta, con le musiche scritte dal maggiore compositore classico vivente della Jugoslavia, Boris Papandopulo. Successivamente si recò a Roma al Centro cinematografico dove oltre a studiare regia collaborò con alcuni giovani cineasti italiani.
Nel 1959 girò il suo primo lungometraggio: Il treno senza orario (avendo come cosceneggiatore Elio Petri) e conquistando immediatamente un posto di primo piano non solo nella cinematografia jugoslava ma anche in quella di tutta l'Europa socialista. Seguirono La guerra (1960), scritto da Cesare Zavattini; Kozara - L'ultimo comando (1962), Lo sguardo nella pupilla del sole (1966), La battaglia della Neretva (1967), avente tra i protagonisti, accanto ai migliori attori jugoslavi, gli "Oscar" Orson Welles, Yul Brynner e Sergej Bondarčuk, nonché Franco Nero, Curd Jürgens, Hardy Krüger, Oleg Vidov e Sylva Koscina.
Nel 1963, all'indomani del terrificante terremoto di Skopje in Macedonia (oltre 3.000 morti e la città distrutta), il Maresciallo Tito in persona gli mise a disposizione tutto il necessario per recarsi sul posto e girare un documentario. Skopje 1963, questo il titolo, ottenne numerosissimi premi, tra cui il massimo riconoscimento dell'Unesco e uno Speciale Leone d'oro a Venezia nel 1964. 
Girò quindi Quel rosso mattino di giugno - attentato a Sarajevo (1975), con Christopher Plummer, Florinda Bolkan e Maximilian Schell; L'uomo che va ucciso (1979), con musiche di Jože Privšek; Alta tensione (1981), colonna sonora di Miljenko Prohaska; Il grande trasporto (1983) con Robert Waughan e James Franciscus; Terra promessa (1986); Il donatore (1989) e Libertas (2006), una coproduzione con la RAI e con la protagonista femminile interpretata da Sandra Ceccarelli.
I suoi film ottennero inoltre numerosi altri premi. I principali giunsero dai festival internazionali di Mosca, San Sebastian, Nuova Delhi, Valladolid, mentre la summenzionata Battaglia della Neretva ottenne la nomination agli Oscar. Interessante notare che, quale maestro assoluto per i film di guerra, Bulajić ne girò uno in ognuna delle ex repubbliche federate jugoslave, con tematica ovviamente legata ad episodi accaduti nelle medesime, tra il 1941 e il 1945. In anni diversi, fu anche membro delle giurie di rassegne cinematografiche, quali la Mostra del Cinema di Venezia, il Festival di Cannes e quelli di Berlino e Mosca.

## Filmografia parziale
- Il treno senza orario (Vlak bez voznog reda) (1959)
- La guerra (Rat) (1960)
- Kozara - L'ultimo comando (Kozara) (1962)
- Skopje '63 (Skoplje '63) (1963) documentario
- Lo sguardo nella pupilla del sole (Pogled u zjenicu sunca) (1966)
- La battaglia della Neretva (Bitka na Neretvi) (1969)
- Quel rosso mattino di giugno (Sarajevski atentat) (1975)
- L'uomo che va ucciso (Čovjek koga treba ubiti) (1979)
- Alta tensione (Visoki napon) (1981)
- Il grande trasporto (Veliki transport) (1983)
- Terra promessa (Obećana zemlja) (1986)
- Il donatore (Donator) (1989)
- Libertas (2006)